# Mesquita El Mouassin
La Mesquita El Mouassin és un edifici religiós construït al segle xvi a Marràqueix (Marroc) sota la dinastia sadita.
Aquest monument forma part del conjunt de Mouassin, que inclou una biblioteca, un bany turc, una madrassa i una font. Abans en tenia una altra madrassa més.

## Història

### Etimologia
L'origen de la paraula Mouassin estaria vinculat al nom d'una família xerif del barri. Això també explicaria el sobrenom de la mesquita Jami' al-Ashraf ('Mesquita dels Xerif'). No hi ha, però, rastre d'aquesta família a la regió. És probable que el nom tingui orígens amazics, però el significat no n'està clar.

### Origen
La mesquita, la va construir el soldà sadita Mulay Abd-Al·lah al-Ghàlib entre el 1562 i el 1573. L'any 1557, el soldà ordenà el trasllat de la població jueva a l'actual Mallah, un districte proper a la Casba (ciutadella reial). La construcció de Mallah es va completar al voltant dels 1562-63. Mentrestant, els antics barris jueus representaven un gran espai de terres a la ciutat obert a la reurbanització. La Mesquita Mouassin, així com la Mesquita Bab Doukkala, construïda alhora, semblen haver format part d'un pla més ampli per construir nous barris "models" en aquesta zona i per estimular la renovació urbana de Marràqueix. Igual que Bab Doukkkala, la mesquita formava part d'un conjunt coherent que inclou instal·lacions religioses i civils. Aquest tipus de conjunt no tenia pas precedents al Marroc i sembla inspirat en les tradicions del Soldanat d'Al-Mamalik a Egipte i de l'Imperi otomà.
La mesquita va ser construïda sobre un antic cementeri jueu. Alguns habitants jueus tenien el costum d'evitar acostar-s'hi per por de caminar per una zona sota la qual hauria estat enterrat un cos. Segons una font històrica, alguns residents musulmans també evitaven assistir a les oracions en aquesta mesquita per açò. Potser aquest fet podria justificar la poca importància de la mesquita a la ciutat.

## Arquitectura i composició

### Evolució de l'estil arquitectònic

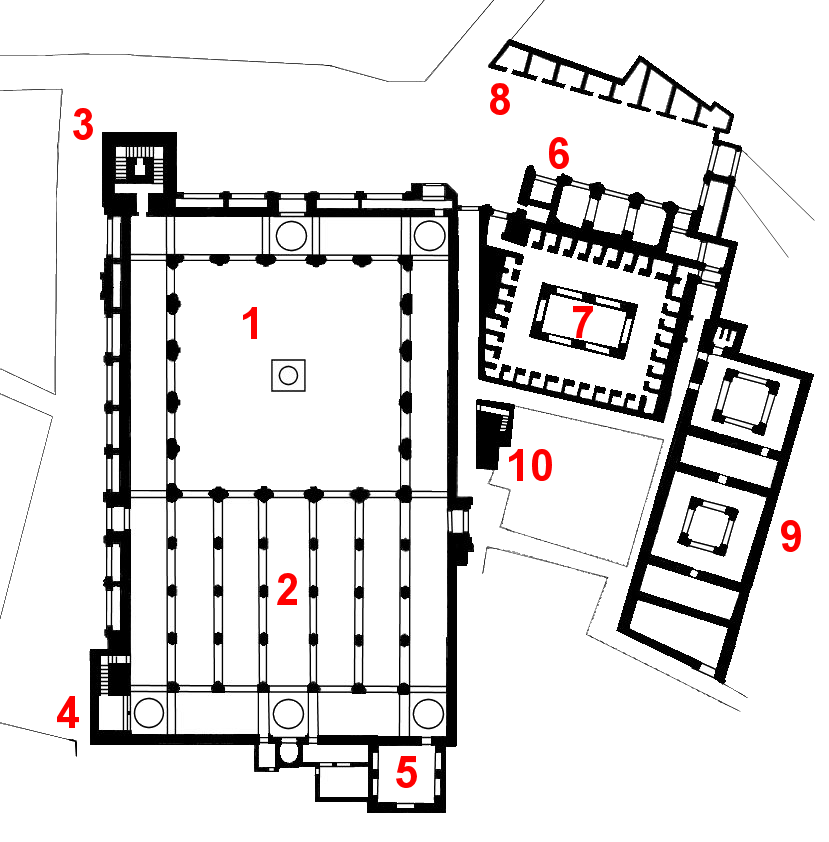
Planta parcialment reconstruïda de la mesquita i els annexos.1) el sahn 2) la sala de pregària, 3) el minaret, 4) el bayt al-'itikaf, 5) la biblioteca, 6) la font Mouassin, 7) la mida'a (casa de les ablucions), 8) les botigues al voltant de la plaça Mouassin, 9) el hammam 10) l'escola alcorànica

Com la seua contemporània Bab Doukkala, la mesquita Mouassine segueix el model creat per Koutoubia al segle XII, amb un plànol en forma de T, el tram que porta al mihrab així com els que corren per les parets laterals són més amples que els altres. Com en les mesquites almohades, els ornaments es limitaven al mihrab i a aquests trams.
Tanmateix, el <i>sahn</i> (pati) era molt més gran que el de les mesquites almohades. La superfície n'era igual o més gran que la sala de pregària. A més a més, l'orientació de la mesquita es gira més a l'est per acostar-se a la "vertadera qibla" segons la manera sadita, contrastant amb la qibla dels almohades, que es ramificava més al sud.

### La mesquita

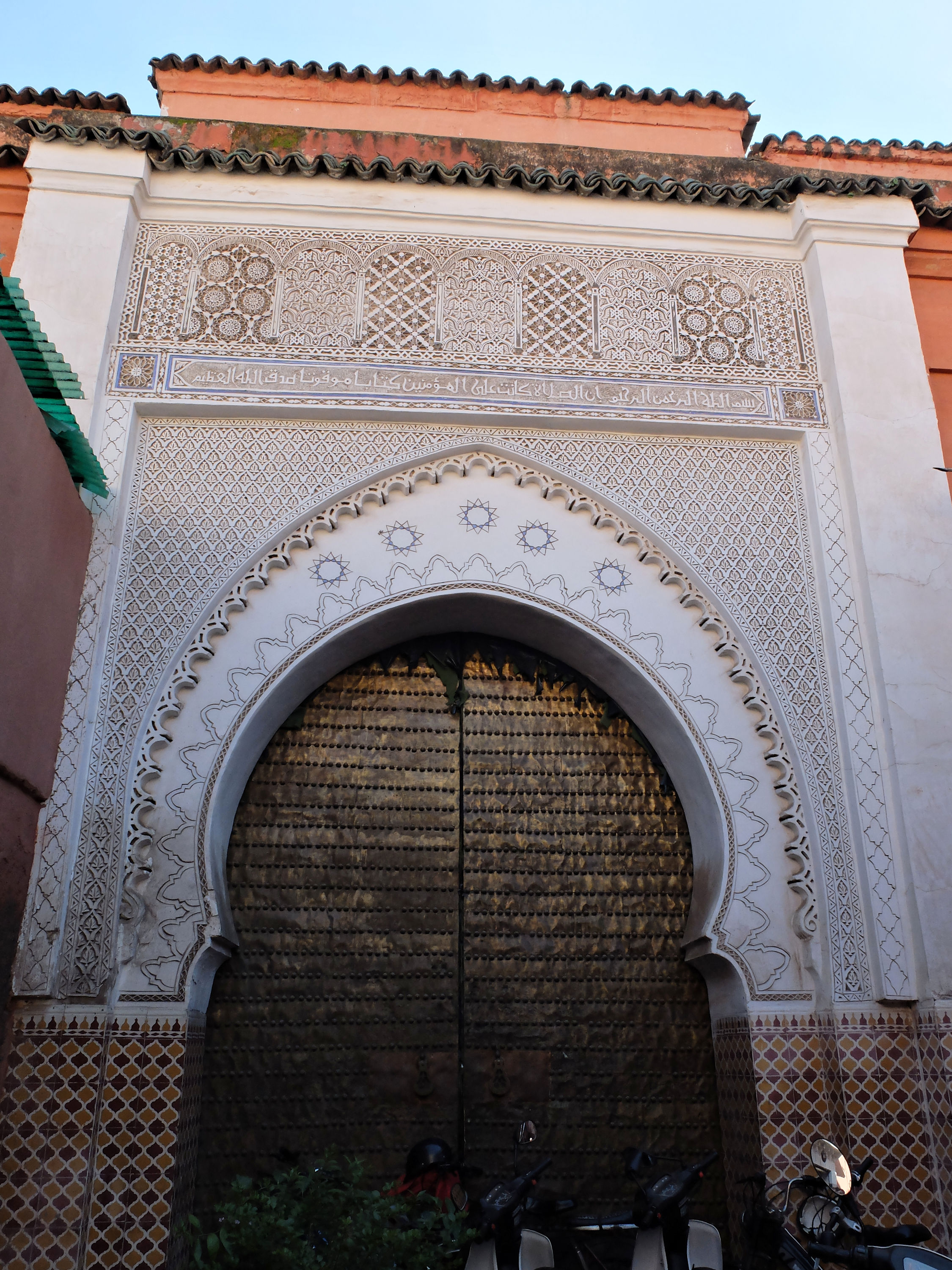
Entrada nord de la mesquita

La mesquita envolta un pati quadrat que ocupa la meitat nord de l'edifici. La part sud inclou la sala d'oració. Al bell mig del pati hi ha una font envoltada de 3 galeries d'arc i un mur de la sala de pregària. Els arcs són quasi tots de ferradura decorats amb estuc.
La mesquita té 3 entrades: una al nord alineada amb l'eix principal de l'edifici i dues entrades simètriques a est i oest. El portal exterior de les entrades destaca amb decoració d'estuc mentre que l'interior de cada entrada és cobert per una cúpula. La paret que separa el pati i la sala de pregària és coberta en part per una pantalla de fusta que cobreix l'entrada al corredor que duu al mihrab central.

### El minbar
El minbar de la mesquita és una continuació dels minbars almohades i almoràvits, en particular el de Koutoubia.  La seua forma sembla estar inspirada en el minbar de la Mesquita de la Casba (mesquita també restaurada pel soldà Abdallah al-Ghalib). És fet amb una combinació de fustes de diferents colors (incloent-hi cedre i banús). La decoració combina marqueteria, incrustació de vori i plafons amb relleus esculpits per formar motius tant geomètrics com vegetals. Aquest minbar és innovador en el seu disseny per l'adopció de noves formes i decoracions.
Les dues bandes laterals en direcció a l'alquibla estan delimitades per una filera d'arcs perpendiculars a les altres. Els arcs al costat del mihrab tenen un contorn lobulat, comú en l'arquitectura marroquina i morisca, amb arcs mocàrabs. El mateix mihrab és una alcova arcada envoltada per un mur tallat en estuc amb motius arabescs, geomètrics i cal·ligràfics. L'espai entre els arcs davant del mihrab també està decorat amb una gran cúpula quadrada feta de mocàrabs. La part inferior del mihrab també està decorada amb vuit columnes disposades simètricament al voltant de l'obertura. Les columnes i els capitells són de marbre, tallades en arabescs i cal·ligrafies mentre que els capitells tenen mocàrabs seguint la tradició ornamental otomana de l'època.

### El minaret
El minaret de la mesquita, situat al nord-oest, és inusualment menut i senzill en contrast amb els minarets de la majoria de les mesquites reials marroquines. Només té un bloc rectangular de 19,2 m. En la cultura popular es diu que un alt càrrec ho demanà així perquè no es pogués observar el pati de la seua casa veïna des del minaret.

### La biblioteca
La biblioteca és a l'angle sud-est de la mesquita i s'hi entra des de la sala d'oració. De forma quadrada, de 7,65 m d'amplada, la sala té grans nínxols amb prestatges envoltats per una banda de decoració epigràfica d'estuc. A mitjan s. XX, la biblioteca fou abandonada i va deixar d'albergar col·leccions.

### Bayt al itikaf
A l'angle sud-oest de la mesquita hi ha una cambra anomenada bayt al-'itikaf (en àrab: بيت الاعتكف), que era un espai de retir espiritual. És ricament decorada i s'hi accedeix per una escala. El sostre és de fusta pintada. Una finestra de doble arc, decorada amb estuc tallat, s'obri a la mesquita.

### L'escola alcorànica i l'antiga madrassa
Una escola alcorànica es troba al carrer al costat de l'entrada est de la mesquita. També serveix de centre per a còpies manuscrites. Es troba en un pis superior i consta d'una cambra senzilla amb precioses decoracions d'estuc tallat de l'època sadita. La sala està dividida per dues columnes de marbre fosc amb capitells sadites tallats amb motius de pinyes i palmes. Aquestes, al seu torn, suporten bigues decorades amb arabescs cal·ligràfics i estucs que suporten el sostre. Un fris de decoració geomètrica i epigràfica recorre la part de dalt de les parets.
El conjunt incloïa una madrassa veïna amb 28 cambres per a estudiants disposades al voltant d'un petit pati. L'arquitectura en semblava més modesta que la de la famosa Madrassa Ben Youssef. Va ser destruït i substituït per cases.

### La sala d'ablucions i el bany turc

El bany turc (arc esquerre) - l'abeurador dels animals (tres arcs centrals) - la font (arc dret)

La mida'a (àrab: ميضأة) és al nord-oest de la mesquita, cosa que permetia als visitants realitzar-hi les ablucions rituals (wudu). L'edifici tenia un pati amb una pica d'aigua al bell mig, cobert amb volta. Aquesta disposició és semblant a la del seu avantpassat, la cúpula almoràvit, una famosa sala d'ablucions.
A l'est de la mesquita hi ha un bany turc (públic) de bella composició arquitectònica que permetia als visitants rentar-se completament. Tenia un vestidor i després una sèrie de banys freds, tebis i calents, la majoria amb volta de rajola. Al llarg dels anys, gran part se n'ha restaurat de manera que li resten pocs materials sadites primigenis.

### La font

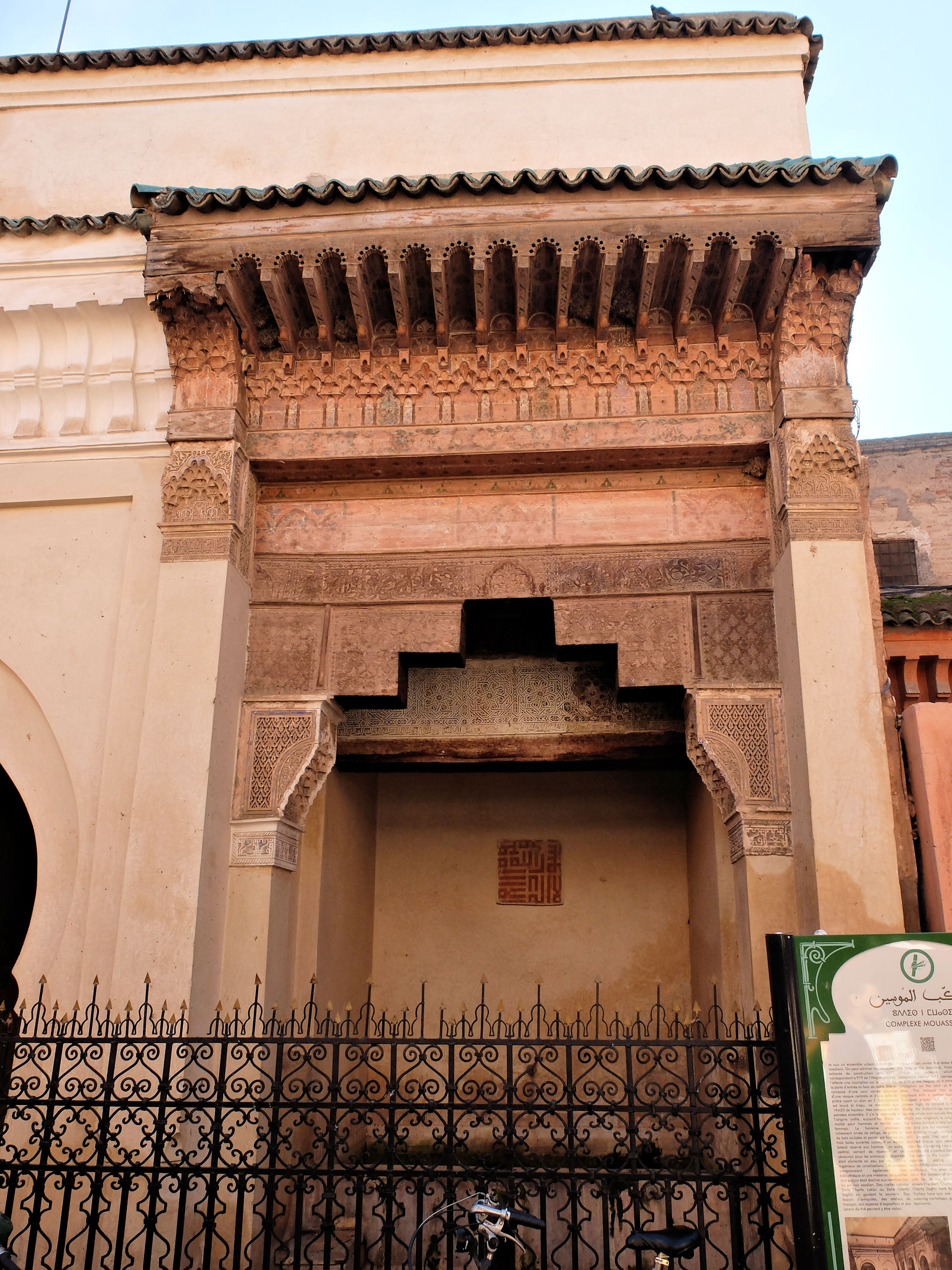
Font de la mesquita

La tradició de les fonts públiques era ancestral al Marroc, com en tot el món musulmà. L'accés a l'aigua mitjançant fonts i banys es considera un acte essencial de caritat. La font de la Mouassine és un dels exemples més notables de Marràqueix.
Situada al nord de la sala d'ablucions de la mesquita, la font és la més gran de Marràqueix. És de forma rectangular i fa 18,10 m de llargada i 4,70 m d'amplada. Té tres grans abeuradors coberts amb voltes obertes al carrer per tres arcades. La seua ubicació permet aprofitar el sistema hidràulic de la sala d'ablucions. Els tres primers arcs estan ocupats pel que era un abeurador per a animals mentre que a la dreta albergava una font pública per a humans. Una barra de fusta en la seua obertura hi impedia l'accés dels animals. Una altra arcada a l'esquerra donava accés al bany turc.
Mulay Muhammad IV va fer una rehabilitació de la font al 1867. La majoria dels elements de fusta de cedre daten del s. XVI i s'han conservat.

L'arc principal de la font té dues consoles tallades en guix o estuc amb mocàrabs i altres motius que al seu torn suporten mènsules esgraonades de fusta de cedre. Damunt d'aquestes consoles hi ha un llindar de fusta i un baldaquí de fusta, mocàrabs i altres elements tallats típics de l'arquitectura marroquina. Les consoles i el llindar són elements originals de l'època sadita (s. XVI), mentre que els elements de guix i la decoració pintada daten del segle XIX.

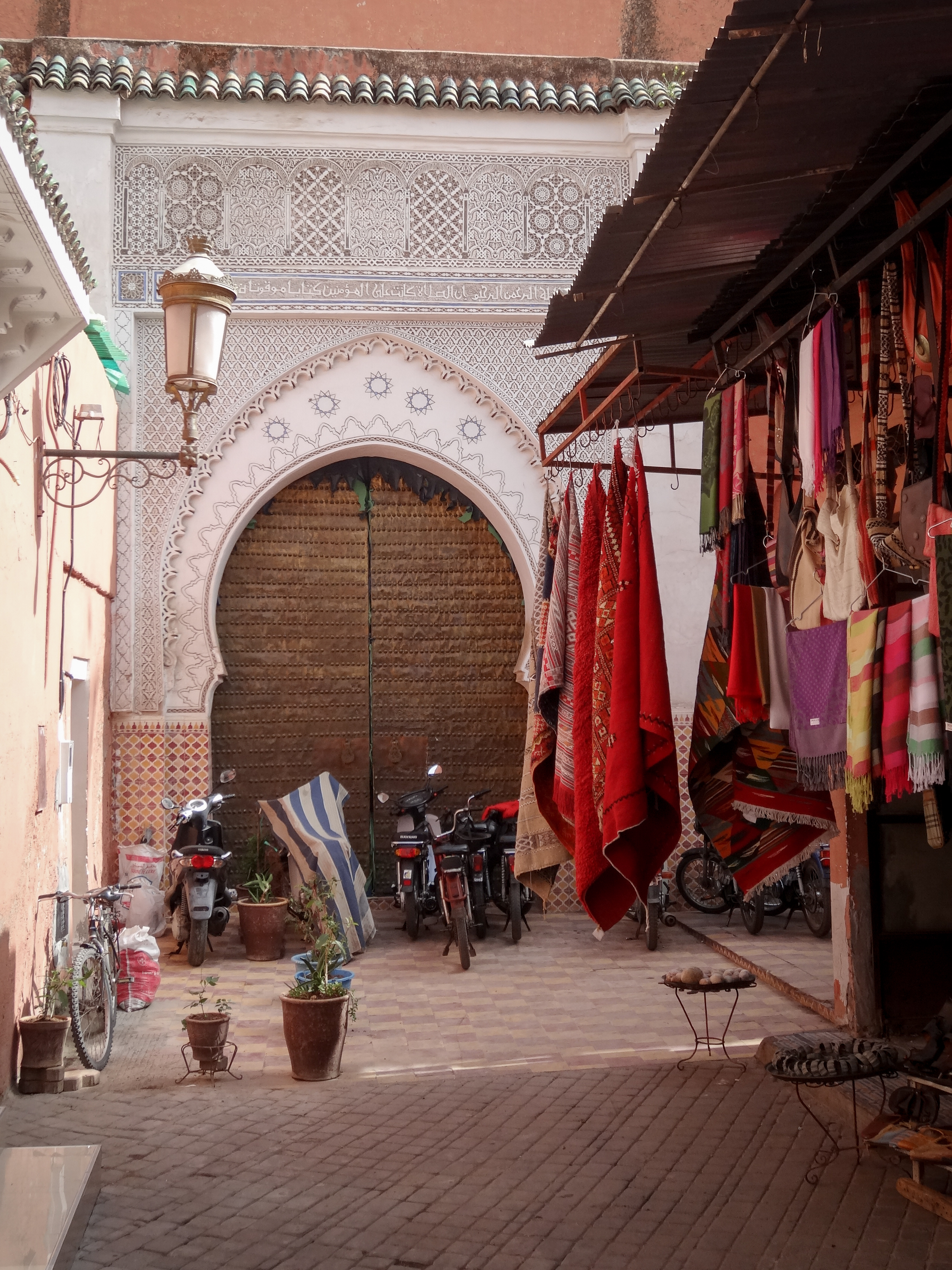
Entrada a la mesquita
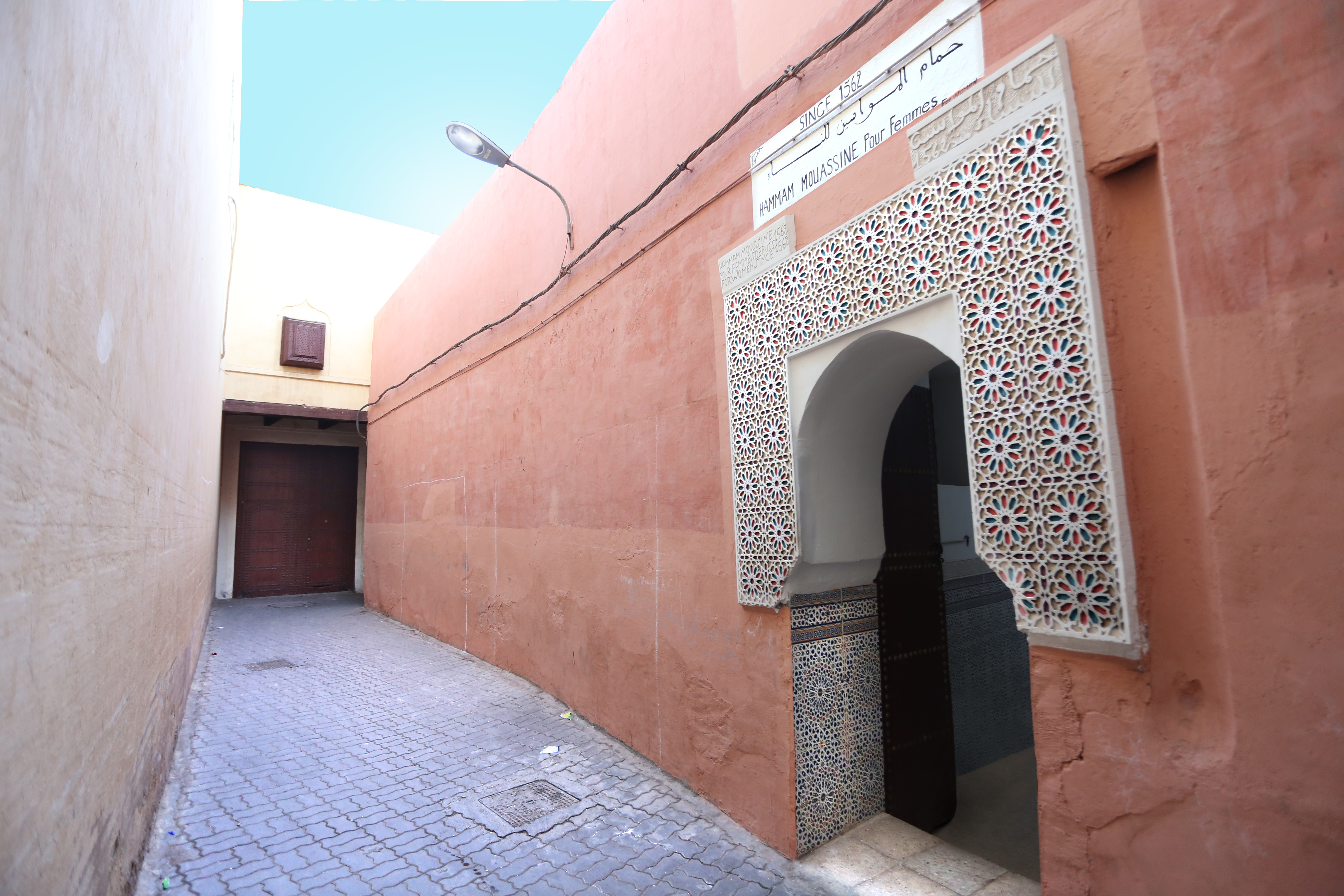
Entrada al bany femení
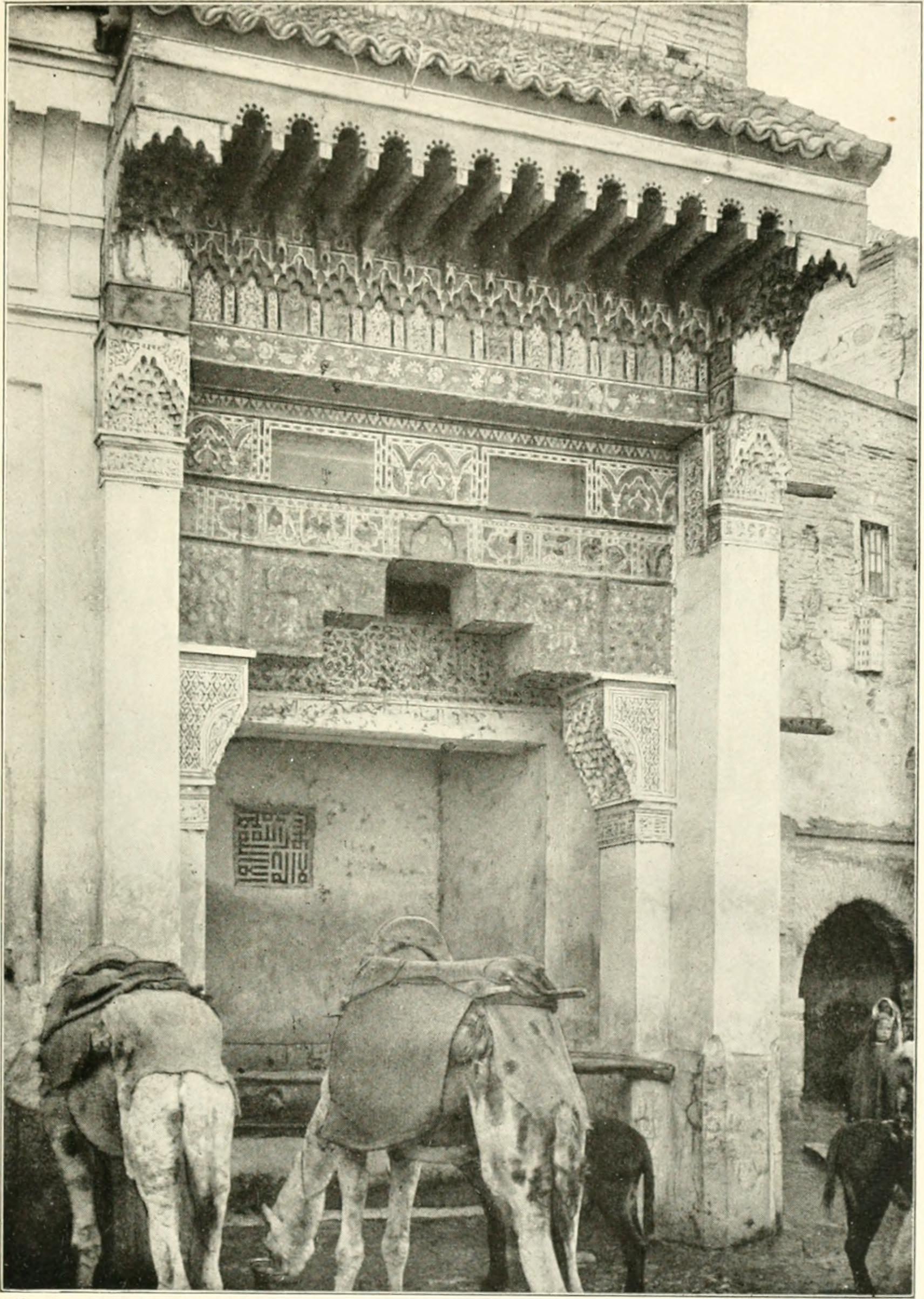
La font l'any 1920